# روبر لپاژ
روبر لُپاژ (فرانسوی: Robert Lepage‎؛ زادهٔ ۱۲ دسامبر ۱۹۵۷) بازیگر، کارگردان و فیلم‌نامه‌نویس اهل کانادا است. وی از سال ۱۹۸۲ میلادی تاکنون مشغول فعالیت بوده‌است.
در پنج سالگی، نوع نادری از طاسی به نام آلوپسی یونیورسالیس در او تشخیص داده شد که باعث ریزش کامل موهای بدنش می‌شد.
از فیلم‌ها یا برنامه‌های تلویزیونی که وی در آن نقش داشته است می‌توان به ناخدا و فرمانده: آخر دنیا و سمت پنهان ماه اشاره کرد.